# Sound of Contact
Sound of Contact es una banda de rock progresivo formada por los músicos Simon Collins (voz, batería), Dave Kerzner (teclado, coros), Matt Dorsey (guitarra, bajo) y Kelly Nordstrom (guitarra, bajo). Fue formada en el año 2009, y lanzó su álbum debut en mayo de 2013. Simon Collins es el hijo del baterista y vocalista Phil Collins. Collins describe el sonido de Sound of Contact como una mezcla de rock progresivo y pop, con claras influencias del rock de los años setenta.

## Banda
- Simon Collins - voz, batería
- Dave Kerzner - teclados, coros
- Matt Dorsey - guitarra, bajo
- Kelly Nordstrom - guitarra, bajo

## Discografía

### Estudio
- Dimensionaut (2013)

### Sencillos
- "Not Coming Down" (2013)
- "Pale Blue Dot" (2014)